# العلاقات اللاوسية النيبالية
العلاقات اللاوسية النيبالية هي العلاقات الثنائية التي تجمع بين لاوس ونيبال.

## مقارنة بين البلدين
هذه مقارنة عامة ومرجعية للدولتين:
| وجه المقارنة                                              | لاوس        | نيبال                             |
| --------------------------------------------------------- | ----------- | --------------------------------- |
| المساحة (كم2)                                             | 236.80 ألف  | 147.18 ألف                        |
| عدد السكان (نسمة)                                         | 6.86 مليون  | 29.40 مليون                       |
| الكثافة السكانية (ن./كم²)                                 | 28.97       | 199.76                            |
| العاصمة                                                   | فيينتيان    | كاتماندو                          |
| اللغة الرسمية                                             | اللغة اللاو | اللغة النيبالية                   |
| العملة                                                    | كيب لاوي    | روبية نيبالية                     |
| الناتج المحلي الإجمالي (بليون دولار)                      | 16.85 مليار | 24.47 مليار                       |
| الناتج المحلي الإجمالي (تعادل القوة الشرائية) بليون دولار | 38.71 مليار | 70.20 مليار                       |
| الناتج المحلي الإجمالي الاسمي للفرد دولار أمريكي          | 1.82 ألف    | 743                               |
| الناتج المحلي الإجمالي للفرد دولار أمريكي                 |             | 2.37 ألف                          |
| مؤشر التنمية البشرية                                      | 0.575       | 0.548                             |
| رمز المكالمات الدولي                                      | +856        | +977                              |
| رمز الإنترنت                                              | .la         | .np                               |
| المنطقة الزمنية                                           | ت ع م+07:00 | UTC+05:45، التوقيت الموحد لنيبال ‏ |

## منظمات دولية مشتركة
يشترك البلدان في عضوية مجموعة من المنظمات الدولية، منها:
| علم المنظمة | اسم المنظمة                        | تاريخ انضمام لاوس | تاريخ انضمام نيبال |
| ----------- | ---------------------------------- | ----------------- | ------------------ |
|             | مؤسسة التنمية الدولية              | 28 أكتوبر 1963    | 6 مارس 1963        |
|             | مؤسسة التمويل الدولية              | 29 يناير 1992     | 7 يناير 1966       |
|             | منظمة حظر الأسلحة الكيميائية       | ?                 | ?                  |
|             | الأمم المتحدة                      | 14 ديسمبر 1955    | 14 ديسمبر 1955     |
|             | منظمة الشرطة الجنائية الدولية      | ?                 | ?                  |
|             | البنك الدولي للإنشاء والتعمير      | 5 يوليو 1961      | 6 سبتمبر 1961      |
|             | وكالة ضمان الاستثمار متعدد الأطراف | 5 أبريل 2000      | 9 فبراير 1994      |
|             | بنك التنمية الآسيوي                | 1966              | 1966               |
|             | يونسكو                             | 9 يوليو 1951      | 1 مايو 1953        |

## وصلات خارجية
- موقع وزارة الخارجية النيبالية